# Miho Morikawa
 (novembre 2024).
Si vous disposez d'ouvrages ou d'articles de référence ou si vous connaissez des sites web de qualité traitant du thème abordé ici, merci de compléter l'article en donnant les références utiles à sa vérifiabilité et en les liant à la section « Notes et références ».
Pour les articles homonymes, voir Morikawa.
Miho Morikawa (森川美穂, Morikawa Miho, née le 5 mai 1968 à Osaka, Japon) est une chanteuse japonaise qui débute en 1985 et sort de nombreux disques jusqu'en 2001. Elle est connue en occident pour avoir interprété plusieurs génériques de série anime: By Yourself pour Dirty Pair OAV en 1989, Blue Water et Yes I Will pour Nadia, le secret de l'eau bleue en 1990, Positive pour Ranma ½ en 1991. En 2002, elle apparait brièvement dans le rôle d'une chanteuse de casino dans le film James Bond: Le monde ne suffit pas. En 2007, elle forme le duo DIVAxDIVA avec la chanteuse Akira Asakura (alias Saori Saitō) le temps d'un single, Yahho~, thème de Ken-ichi le disciple ultime.

## Discographie

### Singles
- 教室 (1985.7.21)
- ブルーな嵐 (1985.10.23)
- 赤い涙 (1986.3.19)
- サーフサイド・ブリーズ (1986.7.21)
- 姫様ズーム･イン (1986.10.21)
- おんなになあれ (1987.3.5)
- PRIDE (1987.10.21)
- BE FREE／FRIDAY NIGHT TOWN (1988.4.6)
- わかりあいたい (1988.7.21)
- Real Mind  (1988.10.21)
- チャンス (1989.4.19)
- Blue Water／Yes, I will… (1990.4.25) (Nadia, le secret de l'eau bleue)
- 心のパーキングゾーン (1990.7.4)
- LOVIN' YOU (1991.1.31)
- POSITIVE (1991.12.18) (thème de fin de Ranma ½)
- 目覚めたヴィーナス (1992.6.17)
- 翼にかえて (1992.10.22)
- 君が君でいるために (1993.3.17)
- 傷痕 (1994.3.2)
- 恋していれば大丈夫 (1994.5.25)
- 素直に笑えない (1995.4.26)
- CLOSE YOUR EYES (1995.7.26)
- 99 Generation (1996.4.17)
- DOMINO (1996.7.24)
- フィンガー (1996.11.20)
- それでもみんな生きている (1997.10.29)
- Soul Generation (1998.2.11)
- HAPPINESS (1999.5.12)
- Kiss (2000.2.9)
- 風になれ〜Like A Wind〜 (2001.8.1)

- Blue Water (21st century ver.) (2007.2.21)

### Albums
- 多感世代 (1985)
- おんなになあれ (1987)
- Nude Voice (1987)
- 1/2 Contrast (1988)
- Ow-witch! (1988)
- Time-ize (1989)
- Vocalization (1990)
- POP THE TOP! (1991)
- FREE STYLE (1992)
- VOICES (1992)
- a holiday (1993)
- 情熱の瞳 (1994)
- HALLOW (1995)
- Solista (1996)
- tasty (1998)
- LOST & FOUND (2000)

### Compilations
Les sept compilations de Miho Morikawa sont :
- Time-ize (1989)
- Voices (1992)
- HER BEST 1985-1989 (1996)
- HER BEST II 1985-1989 (1997)
- Golden Best (2004)
- VAP　SINGLE　COLLECTION (2007)
- Very Best Songs 35 (2020)